# Шампањ (Приморски Шарант)
Шампањ (фр. Champagne) насеље је и општина у западној Француској у региону Поату-Шарант, у департману Приморски Шарант која припада префектури Рошфор.
По подацима из 2011. године у општини је живело 642 становника, а густина насељености је износила 32,87 становника/km². Општина се простире на површини од 19,53 km². Налази се на средњој надморској висини од 18 метара (максималној 40 m, а минималној 1 m).

## Демографија
| 1962. | 1968. | 1975. | 1982. | 1990. | 1999. | 2011. |
| ----- | ----- | ----- | ----- | ----- | ----- | ----- |
| 472   | 514   | 454   | 448   | 482   | 530   | 642   |

График промене броја становника у току последњих година